# 박대호
박대호(1992년 12월 20일 ~ )는 대한민국의 전직 스타크래프트, 스타크래프트 II 프로게이머이다. 종족은 테란이며, 아이디는 NsP_TurN이다.
2009년 하반기 드래프트에서 삼성전자 칸의 1차 지명으로 입단하였다. 플레이 스타일이 광전사 변형태와 비슷하다.
워낙 공격적인 플레이로 승리한 경우가 많지만, 무리한 공격시도를 하다 실패하여 패배한 적도 적지 않다.
과거 김대엽과의 경기에서 김대엽의 매너파일런 견제에 반응하여 5배럭 바카닉올인을 시도하며 김대엽을 꺾는 경기를 통해 만화 '작은하마'를 패러디 한 만화를 통해 작은하마라는 별명을 얻었다.
2014년 9월 30일부로 삼성 갤럭시는 박대호와 재계약하지 않기로 했다. 그리고 현재까지 아무런 소식이 없는 것으로 보아 사실상 은퇴한 듯 하다.

## 주요 기록
- 2009년 5월 제47회 스타크래프트 준프로게이머 선발전 입상
- 2013년 7월 2013 WCS 코리아 시즌 2 챌린저리그 48강
- 2014년 7월 2014 WCS 코리아 시즌 3 핫식스 글로벌 스타크래프트 II 리그 코드 A 48강